# Atlasglobal

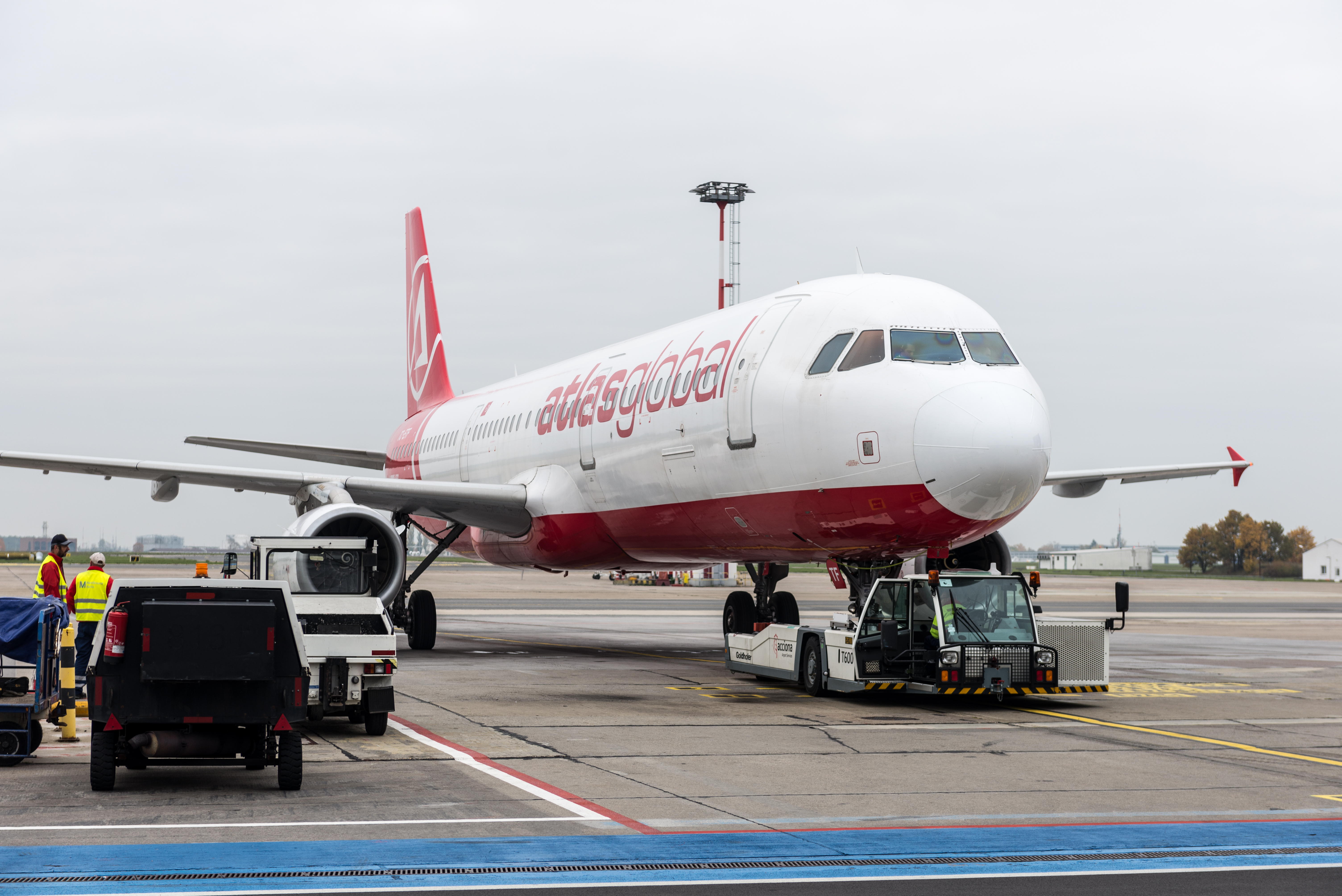
Airbus A321-231

Atlasglobal (voorheen Atlasjet) was een low cost-luchtvaartmaatschappij uit Turkije. Atlasglobal werd opgericht als op 14 maart 2001 en startte zijn vluchten op 1 juni 2001. Het was volledig eigendom van Oger Holdings.
Volgens de website van Atlasglobal nam ETC (een Turkse toerismegroep) 49% over in april 2004.
Oger Holdings verkocht in januari 2006 de rest van zijn aandelen. Atlasglobal is nu eigendom van:
45%: ETS
45%: Mehmet Ersoy en Murat Ersoy (Aandeelhouders ETS)
10%: Tuncay Doganer (Algemene Directeur van Atlasglobal)
Op 26 november 2019 verschenen berichten in de media dat de maatschappij in financiële problemen zat en heeft haar faillissement aangevraagd op woensdag 12 februari 2020.

## Codes
- IATA code: KK (was 2U)
- ICAO code: KKK (was OGE; is veranderd op 2 mei 2006)
- Callsign: Atlasglobal

## Bestemmingen
Atlasglobal vloog op de volgende bestemmingen (april 2017):
- Binnenlandse bestemmingen: Adana, Ankara, Antalya, Bodrum, Canakkale, Dalaman, Edremit, Ercan, Isparta, Istanboel, İzmir, Trabzon, Gaziantep.

- Buitenlandse bestemmingen: Amsterdam, Aqtau, Beiroet, Belgrado, Düsseldorf, Erbil (Irak), Jeddah, Jerevan, London Stansted, Machatsjkala, Manama (Bahrein), Moskou (Luchthaven Domodedovo), Nicosia, Parijs (Luchthaven Parijs-Charles de Gaulle), Sharm-el-Sheikh, Şımkent, Tbilisi, Teheran, Tel Aviv, Teheran, Tsjeljabinsk

## Vloot
De Atlasglobal-vloot bestond uit de volgende toestellen (oktober 2019):
- 13 A321-200
- 3  A320-200
- 1  A319-100
- 1  A330-200

## Crash
Op 30 november 2007 is een McDonnell Douglas MD-83 (een gehuurd vliegtuig van World Focus Airlines, met World Focus Crew) met 56 mensen aan boord op 375 kilometer ten zuiden van Istanbul neergestort. Er zijn geen overlevenden, meldde directeur Tuncay Doganer. Alle slachtoffers, 49 passagiers en zeven bemanningsleden, zijn van Turkse afkomst.